# L'abbraccio (Schiele)
L'abbraccio è un dipinto a olio su tela del pittore austriaco Egon Schiele, realizzato nel 1917 e conservato presso il Museo Österreichische Galerie Belvedere di Vienna.

## Descrizione
Il quadro venne realizzato da Egon Schiele in seguito al matrimonio del 1915 con la modella Edith Harms e rappresenta una coppia di innamorati che si stringe in un abbraccio passionale. I due personaggi sono adagiati tra le pieghe di un lenzuolo bianco, al di sotto del quale si trova una grande coperta gialla. La composizione è pervasa da un'atmosfera di crescente sentimentalismo e, allo stesso tempo, di sofferenza. Inoltre, l'artista nell'opera raffigura se stesso e la posizione dei due giovani amanti rimanda al Bacio di Gustav Klimt.